# Mattighofen
Mattighofen è un comune austriaco di 6 144 abitanti nel distretto di Braunau am Inn, in Alta Austria; ha lo status di città (Stadt). Qui è stata fondata l'azienda motociclistica KTM.

## Storia

### Simboli
L'origine dello stemma è sconosciuta; la prima testimonianza è un sigillo apposto su un documento datato 2 giugno del 1781. I colori del comune  sono il rosso e il verde.